# Sail Ameriane

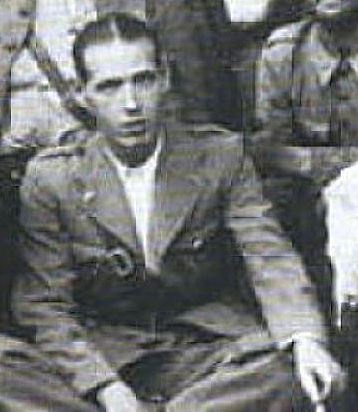
Mohamed Saïl 1936

Saïl Ameriane Mohamed Ben Amerzaine, auch Saïl Mohamed Ameriane geschrieben (* 14. Oktober 1894 in Tarbeit-Beni-Ouglis (Kabylei); † April 1953) war ein algerischer und französischer Anarchist, der auch im  Spanischen Bürgerkrieg kämpfte.
Geboren in der Kabylei, im Nordosten von Algerien, besuchte er die Schule in Algerien. Im Ersten Weltkrieg wurde Saïl Mohamed in die französische Armee eingezogen, dann wegen Insubordination und Desertion interniert. Nach seiner Freilassung ließ er sich in Paris nieder, wo er ein Aktivist der Union Anarchiste (UA) und der Confédération Générale du Travail-Syndicaliste Revolutionnaire (CGT-SR) war. Mit seinem Freund Sliman Kiouane gründete er 1923 den „Ausschuss für die Verteidigung der indigenen Algerier“, eine der ersten nationalen Befreiungsbewegungen in Algerien. Er kämpfte aber auch gleichzeitig gegen die Macht der lokalen Marabuts. Ab 1924 veröffentlichte er Artikel in anarchistischen Zeitschriften wie Le Libertaire und La Voix Libertaire. 1932 wurde er Direktor der Zeitschrift L’Eveil Social. Im gleichen Jahr wurde er wegen antimilitaristischen Artikeln angeklagt. 1934 wurde er wegen Waffenbesitz zu einer Gefängnisstrafe verurteilt.
1936 war er in der Sébastien Faure Einheit der französischsprachigen Sektion der Kolonne Durruti (wo auch Simone Weil eine Zeitlang war), einer anarchistischen Miliz im Spanischen Bürgerkrieg. Er wurde bei Saragossa verletzt und kehrte nach Frankreich zurück, wo er seine antimilitaristischen und antikolonialen Tätigkeiten fortsetzte.
Er war überzeugter Antistalinist und lehnte daher die Unterstützung durch die Internationale Rote Hilfe ab.

## Werke
- Saïl Mohamed: Appels aux travailleurs algériens. Textes recueillis et présentés par Sylvain Boulouque. Fédération Anarchiste, Groupe Fresnes-Antony, Antony 1994. (Sammlung der Mehrheit seiner Texte von 1924 bis 1951)

- À bas l'indigénat, Le Flambeau, 15. November 1924
- Le centenaire de la conquête de l’Algérie, La Voie libertaire, 21. September 1929
- À l’opinion publique, La Voix libertaire, 15. März 1930
- La mentalité kabyle, Le Libertaire, 16. Februar 1951, Text online.

## Bibliographie
- Sylvain Boulouque, Saïl Mohamed, un anarchiste algérien en France, Migrance, 1994, Text online.
- Edouard Waintrop, Ces Arabes, héros perdus de la guerre d'Espagne. Portraits de combattants républicains qui ont souffert du racisme de leur propre camp, Libération, Text online.
- Benjamin Stora, Ils venaient d'Algérie : l'immigration algérienne en France (1912-1992), Arthème Fayard, 1992, Text online.
- Sylvain Boulouque, Les anarchistes français face aux guerres coloniales (1945-1962), Atelier de création libertaire, 2003, Auszüge online.